# ابرهارد هوپف
ابرهارد فردریش فردیناند هوپف (به آلمانی: Eberhard Frederich Ferdinand Hopf) (زاده ۴ آوریل ۱۹۰۲ در زالتسبورگ – درگذشته ۲۴ ژوئیه ۱۹۸۳ در بلومینگتون) ریاضیدان اهل آلمان بود. وی به دلیل دستاوردهایش در زمینه توپولوژی و نظریه ارگودیک نامدار است.

## زندگی و کارنامه
هوپف که فرزند یک بازرگان آلمانی بود در زالتسبورگ اتریش به دنیا آمد. پس از دانش آموختگی از دبیرستانی در برلین وارد دانشگاه برلین شد و در زمینه ریاضیات و فیزیک تحصیل کرد. هوپف در سال ۱۹۲۵ با سرپرستی ایسای شور و ارهارد اشمیت درجه دکتری ریاضیات را دریافت کرد. سپس به دانشگاه هاروارد رفت و در زمینه ریاضی و مکانیک به پژوهش پرداخت. به ویژه مقاله ای که در این برهه به نام «در زمینه قضیه میانگین زمانی در دینامیک» نوشت از سوی بسیاری به عنوان نخستین کار قابل فهم در زمینه نظریه ارگودیک مدرن شناخته می‌شود. وی همچنین نتایج مهمی را در معادلات ناویه-استوکس به اثبات رساند. او در سال ۱۹۳۶ به آلمان بازگشت چرا که شغل استادی در دانشگاه لایپزیگ به او پیشنهاد شده بود. وی در همین زمان نوشتن کتابش نظریه ارگودیک را به پایان برد. این کتاب در ۸۱ صفحه آشنایی خوبی با ارگودیک به دست میدهد. او سپس با اصرار اسکار پرون به سمت استادی در دانشگاه مونیخ رسید. وی به دعوت ریچارد کورانت در سال ۱۹۴۷ به آمریکا بازگشت و در آنجا حل مسئله هورویتس را به چاپ رساند. هوپف در سال ۱۹۴۹ شهروندی آمریکا را پذیرفت و در دانشگاه ایندیانا به درجه استادی رسید و تا زمان بازنشستگی در سال ۱۹۷۲ در همانجا ماند. 